# هارون إيسيل
هارون إيسيل (بالإنجليزية: Aaron Essel) هو لاعب كرة قدم غاني، ولد في 30 يوليو 2005 في غانا.